# Antônio Bispo dos Santos
Antônio Bispo dos Santos OMC, popularmente conhecido como Nêgo Bispo (Francinópolis, 10 de dezembro de 1959 – São João do Piauí, 3 de dezembro de 2023), foi um filósofo, poeta, escritor, professor, líder quilombola e ativista político brasileiro. Considerado um dos maiores intelectuais do Brasil, refletiu sobre problemas contemporâneos a partir das experiências quilombolas. Ganhou notoriedade com o conceito de "contracolonização".

## Biografia
Nascido em 1959, no Vale do Rio Berlengas no interior do Piauí, em um povoado onde hoje fica a cidade de Francinópolis. Viveu a maior parte da sua vida no quilombo Saco do Curtume, em São João do Piauí, distante cerca de 400 quilômetros de Teresina.[carece de fontes?]
Foi o primeiro membro de sua família a ser alfabetizado. Atribui sua formação escolar a uma necessidade estratégica da comunidade, que via seus acordos orais serem substituídos por contratos escritos e formais da sociedade envolvente e colonizadora, passando ele a figurar como uma espécie de tradutor ou “diplomata” de sua comunidade.
Formalmente só completou o ensino fundamental. Entretanto, pode ser considerado um dos maiores intelectuais populares do seu tempo, sendo responsável por desenvolver uma teoria genuína sobre a cosmovisão das comunidades quilombolas e suas transformações ao longo do tempo, considerando fatores como o contato com a colonização e a convivência com os indígenas, primeiros habitantes do território chamado brasileiro.
Atuou na Coordenação Estadual das Comunidades Quilombolas do Piauí (CECOQ/PI), na Coordenação Nacional de Articulação das Comunidades Negras Rurais Quilombolas (Conaq), foi presidente do Sindicato de Trabalhadoras e Trabalhadores Rurais de Francinópolis e diretor da Federação dos Trabalhadores na Agricultura no Estado do Piauí (FETAG/PI).[carece de fontes?]
Bispo morreu no final da tarde do dia 3 de dezembro no Quilombo Saco-Curtume vítima de uma parada cardiorrespiratória, em decorrência de complicações provocadas por diabetes.[carece de fontes?] Seu corpo foi velado e sepultado na própria comunidade. Pensadores, políticos, artistas e ativistas lamentaram a morte de Nêgo. Instituições como o Geledés, Fundação Palmares, Instituto Vladimir Herzog, Boi-Bumbá Caprichoso, Movimento dos Trabalhadores Rurais sem Terra (MST), Instituto Esperança Garcia e a Coordenação Nacional de Articulação dos Quilombos deixaram mensagem sobre a partida de Nêgo Bispo.[carece de fontes?]

## Pensamento
Sua forma de pensar problematizava algumas certezas tidas como dadas pela sociedade colonizadora. No texto "Somos da Terra", de sua autoria, ele se posiciona afirmando que não queria ser visto como um pensador, mas sim como um tradutor de conhecimentos, tarefa que abraçou ardorosamente em prol de sua comunidade.

Fui para a escola da linguagem escrita aos nove anos, mas, desde que comecei a falar, fui formado também por mestras e mestres de ofício nas atividades da nossa comunidade. Quando fui para a escola no final da década de 1960, os contratos orais estavam sendo quebrados na nossa comunidade para serem substituídos por contratos escritos impostos pela sociedade branca colonialista. Estudei até a oitava série, quando a comunidade avaliou que eu já poderia ser um tradutor.

Antonio Bispo dos Santos
Defendeu a valorização dos saberes e dos modos de vida das comunidades tradicionais, sustentando a importância da diversidade e do respeito às formas de ver, pensar, sentir e agir que promovem a dignidade dos seres humanos e da natureza. Acreditava no poder das palavras germinantes, que são vivas e possuem trajetórias, "início, meio e início", assim como na confluência como possibilidade de (bio)interação e coexistência entre diferentes formas de vida, dado que se movimentam dentro de um mesmo cosmo. 
A partir da tradição oral e popular elaborou um conjunto de conceitos centrais em seu pensamento.

### Critica ao desenvolvimento
Nego Bispo, analisou o conceito de desenvolvimento denunciando seu desprezo pelos saberes das comunidades tradicionais. Defendeu que os "saberes orgânicos", "saberes voltados para o ser, voltados para a vida”, que são indispensáveis para o dinâmico e instável equilíbrio entre os seres e o meio ambiente, uma vez que a visão eurocêntrica e capitalista de evolução é portadora da destruição da natureza em prol dos lucros, produzindo o "saber sintético", “saberes voltados para o ter, voltados para a extração do ser”, “tornando sintético tudo o que é natural”.
Quando se fala em natureza, o ser humano está incluído nessa composição, pois, de acordo com Nego Bispo, “querem ser criadores, mas são criaturas da natureza”. O próprio conceito de desenvolvimento deve ser superado. Em sua perspectiva, "des" "envolver" significa se separar da natureza, logo, convertê-la em um expediente externo à humanidade que possa se prestar a qualidade de recurso, objeto e instrumento, desprezando as conexões de interdependências existentes entre todos os seres. 

### Contracolonialismo
Propôs o conceito de contracolonialismo que não é um ataque, e sim, uma defesa. Ser contracolonialista é não se permitir ser colonizado, reforçando a cultura dos povos que sofreram dominação dos colonizadores. "Eu não quero matar os colonialistas, eu quero que os colonialistas não me atinjam". Segundo Nego Bispo,  a contracolonialidade não é um posicionamento teórico, mas diz respeito a práxis ética e política que povos  afropindorâmicos, ou seja, aquela que povos indígenas e quilombolas produziram a partir da sua ancestralidade. Esta práxis ética e política dos povos enseja outras formas de ser, de existir e de se organizar diante dos escombros da violência colonial.

### Cosmofobia
Conceito cunhado por Nego Bispo, que argumentava que os saberes populares e das comunidades denominadas tradicionais carregam diversos e valiosos entendimentos sobre as variadas formas de “viver, ver e sentir a vida”, antagonizando com a cultura dominante reproduzida como "monocultura". A cosmofobia poderia ser considerada como a disseminação de valores oriundos da crença eurocristã monoteísta, determinando ideias e práticas que organizam nossa relação com a terra (exploração), o trabalho (castigo) e o divino (um único Deus). Ou seja, a cosmofobia se caracteriza pelo medo e/ou rejeição das formas de compreensão do cosmo não europeias que integram ser humano e natureza em um equilíbrio dinâmico. Entendida por Nego Bispo como uma doença que os colonialistas espalharam, fazendo com que sintetizem tudo que vem da terra, afastando os seres humanos da terra e dessa maneira conseguindo dominar diversos povos.

## Obras
Além de vários artigos, poemas e palestras, publicou livros:
- Quilombos, modos e significados (2007)[4]
- Colonização, Quilombos: modos e significados (2015)[4]
- A terra dá, a terra quer (2023)[12]